# Kørvel
Kørvel (Anthriscus) er en slægt med 3-5 arter, der er udbredt i Syd-, Øst- og Nordafrika, Mellemøsten, Kaukasus, Central- og Østasien samt Europa. Det er en-, to- eller flerårige planter med en opret, busket vækst. Stænglerne er hule og ribbede, bladene er spredtstillede og flerdobbelt uligefinnede (bregneagtige). De hvide eller grønlige, let uregelmæssige blomster er samlet i endestillede skærme. Frugterne er skarpt lugtende nødder. Her beskrives de tre, sikre arter.
| Beskrevne arter |

- Gærdekørvel (Anthriscus caucalis)
- Havekørvel (Anthriscus cerefolium)
- Vild kørvel (Anthriscus sylvestris)